# Hertha Thiele
Hertha Thiele (8 mai 1908, Leipzig, Allemagne - 5 août 1984, dans le quartier de Köpenick à Berlin-Est, Allemagne de l'Est) est une actrice allemande. Elle eut des rôles controversés dans des pièces et des films produits pendant la République de Weimar et les premières années du Troisième Reich avant de devenir une star de la télévision est-allemande. Elle est surtout restée dans les mémoires pour son interprétation de Manuela dans Jeunes filles en uniforme, film novateur dont l'un des thèmes était l'homosexualité féminine.

## Biographie

### Carrière pendant la République de Weimar et le Troisième Reich
L'un de ses premiers professeurs d'art dramatique lui aurait dit : « Vous aurez une grande carrière théâtrale ou vous n'aurez rien. Vous avez un visage qui rappelle celui de Botticelli, mais avec quelque chose qui suggère la dépravation. »
Après avoir suivi des cours au Deutschen Theater, Hertha Thiele commença sa carrière théâtrale en 1928 à Leipzig et, en 1931, elle obtint le rôle principal dans Jeunes filles en uniforme (l'histoire se déroulait dans un pensionnat prussien), qui était l'adaptation d'une pièce de théâtre dans laquelle elle avait joué, Gestern und Heute. Dans ce film réalisé par Leontine Sagan et Carl Froelich, qui était commercial mais coproduit par les participants et dont la distribution était exclusivement féminine, une adolescente de 14 ans (Manuela von Meinhardis, interprétée par Hertha Thiele) tombait passionnément amoureuse de sa professeure (Mademoiselle de Bernburg, incarnée par Dorothea Wieck). Le film fut distribué internationalement et fit d'Hertha Thiele une star.

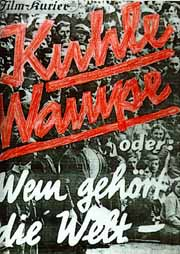
Affiche allemande de Ventres glacés.

En 1932, elle était aux côtés de Ernst Busch dans Ventres glacés (coscénarisé par Bertolt Brecht et réalisé par Slátan Dudow), premier film ouvertement communiste de la République de Weimar. L'année suivante, elle était au générique de Kleiner Mann, was nun ? (traduction française : Et puis après ?) avant de retrouver Dorothea Wieck dans un autre film à la thématique lesbienne (mais réalisé par Frank Wisbar), Anna und Elisabeth, qui fut vite censuré par les Nazis et dont elle dit plus tard qu'il avait été le travail le plus important de sa carrière.
Pendant les années 1930, elle ne cessa pas de monter sur scène, apparaissant par exemple dans des productions avec Max Reinhardt et Veit Harlan.
Sa carrière connut un coup d'arrêt quand le gouvernement nazi lui fit des demandes répétées de l'aider dans sa propagande. Durant l'un de ses entretiens avec le ministre de la propagande Joseph Goebbels qui lui conseillait de se familiariser avec le National socialisme, elle lui répondit qu'elle n'était pas une girouette. Bien qu'elle fît ensuite des efforts pour parvenir à un arrangement avec Joseph Goebbels, les Nazis estimèrent en 1936 que son travail était principalement subversif et l'exclurent du Reichstheater et de la Reichsfilmkammer. Divorcée de Heinz Klingenberg (de) (parce qu'il avait accepté le rôle principal dans un film de propagande nazi, S.A.-Mann Brand, quand elle avait refusé de jouer dans Hans Westmar), elle partit en Suisse, où elle mit 5 années à retrouver un rôle au théâtre.

### Célébrité tardive en RDA
Hertha Thiele s'établit en Allemagne de l'Est après la guerre, mais ses efforts pour ouvrir un théâtre ne furent pas couronnés de succès. Elle retourna en Suisse où elle fut aide-soignante en psychiatrie durant la majeure partie des années 1950 et 60. En 1966, elle retourna en RDA jouer dans des productions théâtrales à Magdeburg et Leipzig.
Durant les années 1970, elle fut vue dans divers séries et téléfilms à la télévision est-allemande, comme Polizeiruf 110.
En 1975, un documentaire télévisé lui fut consacré : Das Herz auf der linken Seite.
En 1983, la Deutsche Kinemathek publia une monographie sur sa vie et sa carrière.

## Filmographie sélective

### Avant 1937
- Mädchen in Uniform (Jeunes filles en uniforme), 1931
- Kuhle Wampe (1932) (Ventres glacés), 1932
- Frau Lehmanns Töchter[6], 1932
- Die elf Schill'schen Offiziere, 1932
- Das erste Recht des Kindes[7] (Nous les mères), 1932
- Kleiner Mann – was nun? (de)[8], 1933
- Anna und Elisabeth[4], 1933
- Elisabeth und der Narr[9], 1933
- Reifende Jugend, 1933

### Après 1966
Cela comprend des films et des téléfilms : 
- Geheimcode b 13, 1967
- Der Mörder sitzt im Wembley-Stadion, 1970
- Herr Peter Squenz, 1971
- Husaren in Berlin (1971
- Istanbul-Masche, 1971
- Lützower, 1972
- Florentiner 73, 1972
- Reife Kirschen, 1972
- Die Legende von Paul und Paula, 1973
- Neues aus der Florentiner 73, 1974
- Die Bibliothekarin (1976
- Hostess, 1976
- Die unverbesserliche Barbara1977
- Don Juan, Karl-Liebknecht-Str. 78, 1979
- Insel im See, 1980

### Séries est-allemandes
- Polizeiruf 110: Minuten zu spät (1972)
- Die Verschworenen (1972)
- Adam und Eva (1973)
- Der Staatsanwalt hat das Wort:…und wenn ich nein sage? (1973)
- Polizeiruf 110: Schwarze Ladung (1976)

## Œuvres jouées au théâtre
- Krankheit der Jugend (de) (Le Mal de la jeunesse) de Ferdinand Bruckner, 1928[5].
- Gestern und heute(Hier et aujourd'hui ) de Christa Winsloe

## Sources
- (en) Cet article est partiellement ou en totalité issu de l’article de Wikipédia en anglais intitulé « Hertha Thiele » (voir la liste des auteurs).